# ياكوب بولتل
ياكوب بولتل (بالألمانية: Jakob Pöltl)‏ مواليد 15 أكتوبر 1995 في فيينا، هو لاعب كرة سلة محترف نمساوي بدأ مسيرته الاحترافية في سنة 2013. يبلغ طوله 7 قدم 1 بوصة (2.2 م). لعب كرة السلة الجامعية في جامعة يوتا.

## روابط خارجية
- جاكوب بولتل على موقع الاتحاد الدولي لكرة السلة (الإنجليزية)
- جاكوب بولتل على موقع إن بي أي (الإنجليزية)
- جاكوب بولتل على موقع سبورتس رفرنس (الإنجليزية)
- جاكوب بولتل على موقع كرة السلة الأوروبية.كوم (الإنجليزية)
- جاكوب بولتل على موقع DraftExpress.com (الإنجليزية)
- جاكوب بولتل على موقع إي إس بي إن.كوم (الإنجليزية)
- جاكوب بولتل على موقع كلية كرة السلة في سبورتس رفرنس.كوم (الإنجليزية)
- جاكوب بولتل على موقع ريلجم (الإنجليزية)
- جاكوب بولتل على موقع بروبوليرز (الإنجليزية)
- جاكوب بولتل على موقع سبورتس رفرنس (الإنجليزية)